# Jacques Delarue (évêque)
Cet article concerne l'évêque. Pour le résistant et policier français, voir Jacques Delarue. Pour les homonymes, voir Delarue.
Jacques Delarue est un prélat catholique français né le 30 août 1914 à Paris et mort le 23 août 1982 à Nanterre. Il est évêque de Nanterre pendant seize ans, de 1966 à sa mort.

## Biographie
Jacques Delarue naît le 30 août 1914 à Paris et baptisé le lendemain à Saint-Philippe-du-Roule.Son père est clerc, puis notaire boulevard Saint-Denis. Il est le dernier d'une fratrie de trois enfants.
Il fréquente le cours Hattemer, puis l'institut Bossuet et le Lycée Louis-Le-Grand. Il suit ensuite les traces de son père, en étudiant le droit puis en commençant à travailler à son étude.
Il rentre au séminaire Saint-Sulpice en septembre 1934.
Il est ordonné diacre en 1939 mais la guerre éclate et il est mobilisé le 24 août, au 7e régiment d'infanterie. Son unité est formée à Valdahon, dans le Doubs, c'est donc à Besançon qu'il est ordonné prêtre pour le diocèse de Paris le 22 octobre 1939.
Son unité fait mouvement vers la Belgique mais est prise dans le piège de Dunkerque. Fait prisonnier, il est prisonnier en Allemagne à l'Oflag XB. Il recevra en 1943 la croix de guerre avec médaille de bronze.
Libéré en 1941, il est nommé au petit séminaire de Conflans, situé à Charenton-le-Pont. Préfet de division des élèves de la 3e à la Terminale, il est aussi maître de chapelle, responsable de la schola grégorienne et animateur des liturgies. Il compose même deux messes polyphoniques. C'est ici qu'il écrit sa thèse en théologie sur "l'idéal missionnaire du prêtre d'après Saint Vincent de Paul"
En 1947, il est nommé par le cardinal Suhard supérieur du tout récent séminaire pour les vocations tardives du diocèse de Paris, à Morsang-sur-Orge.
En 1961, il est nommé vicaire général du diocèse de Paris et archidiacre de Saint-Jacques. L'archidiaconé de Saint-Jacques comporte alors 59 paroisses au sud de Paris, de Boulogne à Vitry-sur-Seine. Il s'installe donc à Issy-les-Moulineaux, non loin du séminaire.
Il est aussi chargé de la Semaine religieuse, le journal du diocèse, qu'il va moderniser.
En 1963, la chaîne Radio-Luxembourg lui confie une causerie radiophonique le dimanche matin à 8h30. Il continuera en 1964 et assurera également la prédication télévisée des carêmes 1964, 1965, 1966 dans le cadre de l'émission Le Jour du Seigneur.
Il célèbre en février 1966 la messe du mercredi des Cendres des artistes, organisée par les catholiques des beaux-arts en l'église Saint-Germain-l'Auxerrois

## Le premier évêque de Nanterre
En  1964, la Seine-et-Oise, correspondant au diocèse de Paris, est éclaté en plusieurs départements. mais déjà depuis 1961, Pierre Veuillot, évêque co-adjuteur de Maurice Feltin à Paris, travaille sur un nouvel aménagement apostolique du territoire.
Le 20 octobre 1965 est créée une province à statut spécial pour coordonner les diocèses et le 3 novembre est entériné le choix de calquer les nouveaux diocèses sur les nouveaux départements : trois nouveaux diocèses sont créés : ceux de Saint-Denis, Nanterre et Créteil.
Cordier devient évêque de Saint-Denis et le 9 octobre 1966 sont nommés les évêques de Créteil : Robert de Provenchères et Jacques Delarue.
Il est ordonné en même temps que Robert de Provenchères par le cardinal Pierre Veuillot, archevêque de Paris, assisté de Marc-Armand Lallier et Jean Badré. La cérémonie se déroule le 20 novembre 1966 à Notre-Dame de Paris.
Il choisit comme devise « Témoin de la Lumière ».
Un des moments marquants de son épiscopat est le rassemblement du presbyterium de 1970, grande assemblée générale des prêtres du diocèse.
Le 23 août 1982, Jacques Delarue meurt soudainement à la maison diocésaine à Nanterre. C'est François Favreau qui lui succède.

## Armes et devise épiscopales

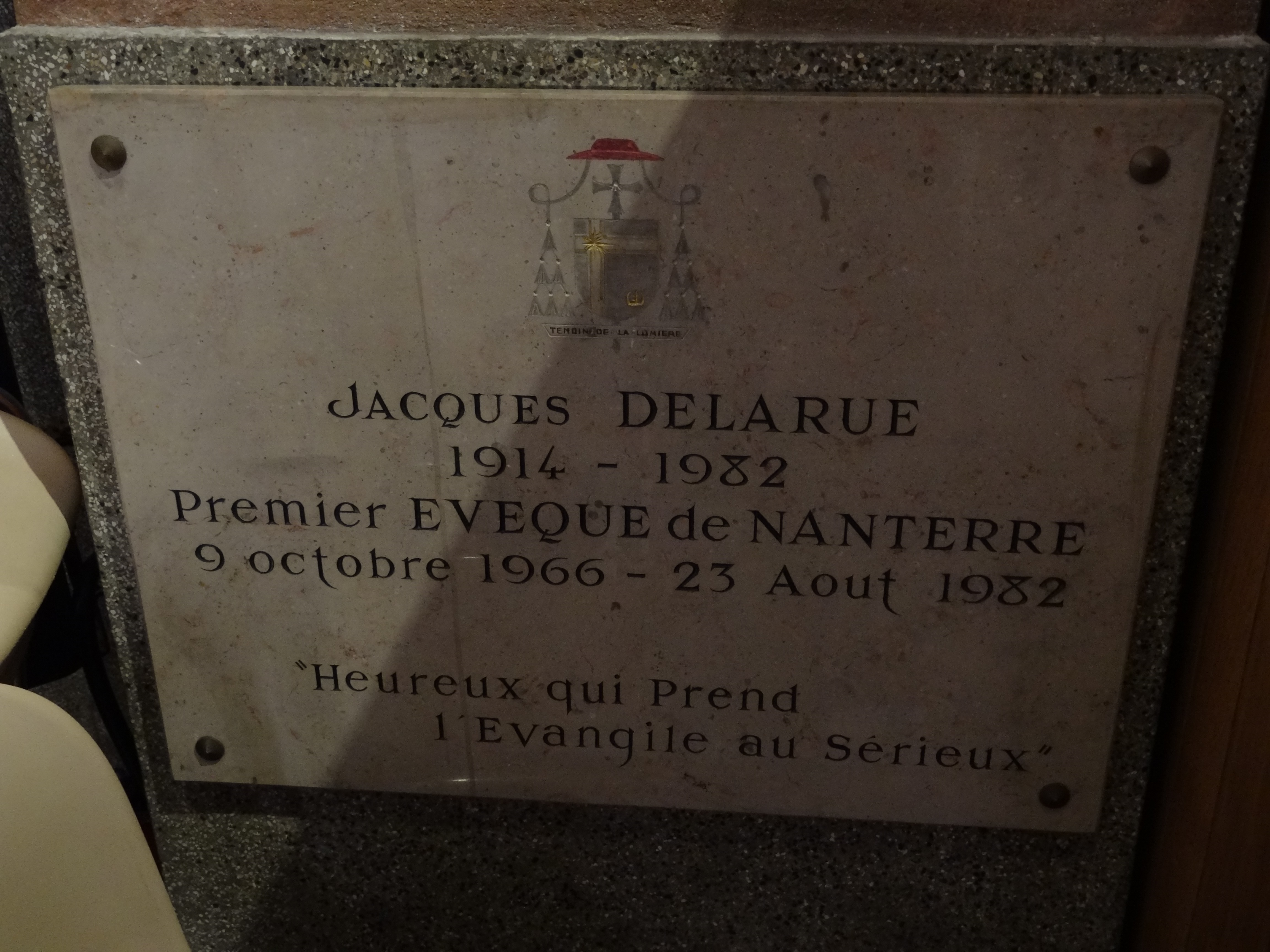
La plaque commémorative de Jacques Delarue dans la cathédrale de Nanterre.

Jacques Delarue choisit la devise suivante :  « Témoin de la lumière » : c'est l’expression par laquelle saint Jean définit la mission de Jean Baptiste au seuil de l’Evangile. Ce thème de la lumière se retrouve dans le souvenir de sainte Geneviève éclairant miraculeusement ses compagnons de chemin.
Le blason associé illustre cette devise par un fond de ténèbres sur lequel se détache la croix.
On peut le décrire ainsi : de sable à la croix de gueules bordée d’or, déjetée à dextre et chargée à une étoile épiphanique rayonnante d’argent, et accompagnée en pointe senestre d’une lyre à l’antique stylisée d’or.
La croix rouge, couleur de la charité et du don total, est bordée d’or, l’or étant employé pour désigner le Christ. L’étoile symbolise la lumière de l’Évangile. On peut y voir un signe d’œcuménisme, mais aussi une allusion à la Vierge Marie que saint Bernard appelait l’Étoile de la mer. La lyre rappelle la musique sacrée. La croix épiscopale est chargée d’une coquille d’argent en souvenir de saint Jacques, patron de Jacques Delarue

## Pour approfondir